# Bozkov
Bozkov (Duits: Boskau) is een Tsjechische gemeente in de regio Liberec, en maakt deel uit van het district Semily.
Bozkov telt 580 inwoners. De naam Bozkov komt voor het eerst voor in officiële documenten in 1352.
Bozkov ligt op de grens van het Reuzengebergte, de “Krokonoše” en het Boheems Paradijs (Český ráj). In augustus 2007 is Bozkov uitgeroepen tot regionaal dorp van het jaar.
Het dorp Bozkov heeft zich de afgelopen jaren ontwikkeld van een arm bergdorpje tot een dorp met een voor Tsjechische begrippen moderne uitstraling. Aan de rand van het dorp zijn de grotten of "Bozkovské dolomitové jeskyně" zoals ze hier heten. De grotten bergen een groot ondergronds meer in zich.